# Charles Malaise
Pour les articles homonymes, voir Malaise.
 (avril 2025).
Charles Malaise, né à Bruxelles le 4 mai 1775 et mort dans la même ville le 31 mai 1836, est un sculpteur belge.

## Biographie

### Famille
Charles Malaise, baptisé à Bruxelles, Sainte-Gudule, le 4 mai 1775, est le fils de Tobie Joseph Malaise (1739-1793), perruquier, et de Marie Catherine Vandernoot ou Van der Noot (morte en 1814), mariés à Bruxelles, à la Sainte-Gudule, le 27 octobre 1773,
Charles Malaise se marie en premières noces, à Bruxelles le 16 juillet 1798 avec Marie Françoise Justine Lance ou souvent Lancelette, dont il a un fils, Charles Joseph Maximilien Malaise, né à Bruxelles en mai 1798, reconnu et légitimé par le mariage de ses parents, qui sera chef de bureau au Ministère de la Guerre, puis deux filles, Marie Pauline Adèle Malaise née à Bruxelles en 1801 qui épouse à Bruxelles en 1824 Auguste Philippe Van Asbrouck, né à Mons, entrepreneur de transports, et enfin Sophie Rose Angélique Malaise, née à Bruxelles en 1803 qui épouse à Bruxelles en 1834 Jean Blancquaert, né à Gand, propriétaire. Marie Françoise Justine Lance est morte à Bruxelles le 16 janvier 1817.   
Après son veuvage, Charles Malaise épouse en secondes noces, à Bruxelles le 2 juillet 1831 Anne Marie Stroobants, née à Bruxelles en 1783, qui lui survit,. Par leur mariage, ils légitiment un enfant, Jean Henri Malaise, né à Bruxelles en 1828. 
Le sculpteur meurt, à l'âge de 61 ans, à Bruxelles, le 31 mai 1836.

### Formation
Charles Malaise est formé à Bruxelles, par le sculpteur classique Gilles-Lambert Godecharle. Un beau buste d'Angélique d'Hannetaire, la marraine de Charles Malaise, est de la main de Godecharle.

### Carrière
Lors du Salon de Bruxelles de 1815, Charles Malaise obtient le prix de sculpture pour sa Statue de Jean de Locquenghien. Il expose aux salons triennaux belges jusqu'en 1822. Il devient chef de la seconde division des bureaux de la mairie, puis, avant 1816, conservateur du musée de Bruxelles et secrétaire de la classe de dessin à l'Académie des beaux-arts de Bruxelles, emploi qu'il occupe jusqu'à sa mort.
Charles Malaise possède son propre atelier, où, dès 1820, il forme des élèves, comme le peintre et graveur Paul Lauters, dont il est également le mécène.

## Œuvre

### Expositions
- Salon d'Anvers de 1813 : deux bustes[16].
- Salon de Gand (IXe) de 1814 : Buste de Teniers fils (accessit) et quatre bustes : M. et Mme Cotteaux, Louis Annez et le fils de l'auteur[16].
- Salon de Bruxelles de 1815 : Statue de Jean de Locquenghien (premier prix de sculpture)[16].
- Salon de Gand (Xe) de 1817 : Hébé versant le nectar à l'aigle de Jupiter[18].
- Salon de Bruxelles de 1818 : sept bustes, dont : un colonel, un jeune homme, un artiste et un capitaine de hussards[19].
- Salon d'Anvers de 1819 : Buste de M. le chevalier Simon et Buste du capitaine des hussards M.P.[20].
- Salon de Bruxelles de 1821 : Buste de Grétry (plâtre)[21].
- Salon d'Anvers de 1822 : Flore, esquisse jetée en plâtre (prix au concours de 1819)[22].

### Collection muséale
- Musées royaux des Beaux-Arts de Belgique (Bruxelles) : Monument à Jean de Locquenghien, bourgmestre de Bruxelles (1518-1574), statue en plâtre, inventaire no 556, format 82 × 74 cm, don de la Société royale pour l'encouragement des beaux-arts, Bruxelles, 1830[23].